# Jennifer Keller
Jennifer Keller és un personatge de ficció de la sèrie Stargate Atlantis, interpretada per l'actriu Jewel Staite.

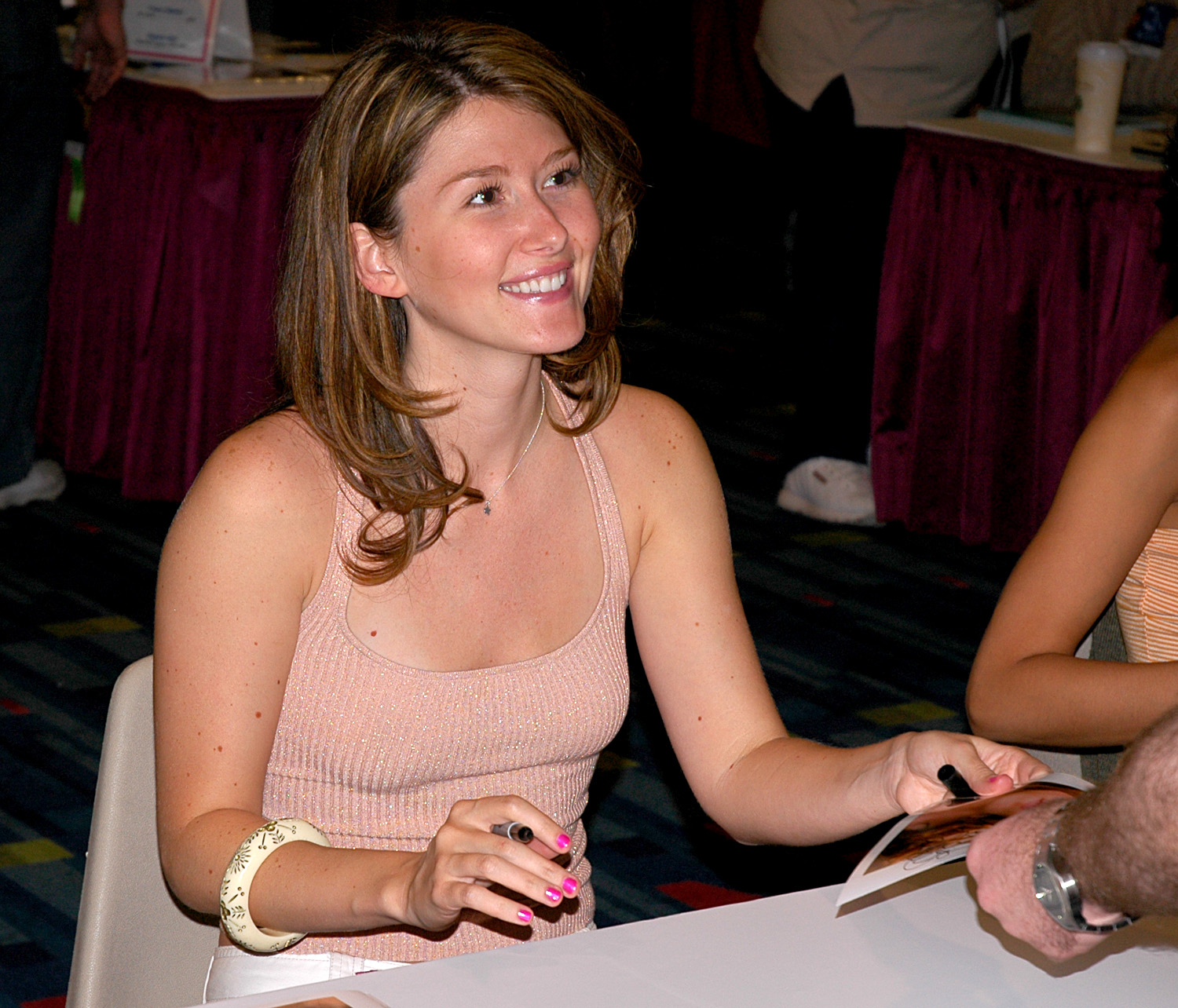
Jewel Staite firmant autògrafs en una convenció

## Història
Cap mèdic de l'expedició Atlantis en la galàxia de Pegasus. Després de la mort del doctor Carson Beckett, la doctora Elizabeth Weir va designar a Keller com a principal oficial mèdic de forma interina fins que un reemplaçament convenient pogués arribar de la Terra.
Jennifer és una noia de la petita ciutat de Chippewa Falls, Wisconsin. L'única família que va deixar a la Terra és el seu pare; la seva mare va morir fa uns anys. Jennifer segueix dubtant de les seves habilitats, tot i que és excepcionalment dotada del que fa. La seva nova posició a l'Atlàntida i les seves oportunitats per viatjar fora del món la continuen desafiant a empènyer els seus límits i esbrinar de què és capaç.
L'esperança d'Elizabeth Weir era que la doctora Keller pogués fer-se càrrec per si mateixa de la seva nova posició en l'expedició i que no hagués de portar un doctor nou des de la Terra. No obstant això Keller sentia que era inadequada per a omplir el buit que havia deixat el doctor, ja que sentia que el càrrec podia amb ella.
Durant un atac dels Asurans contra la ciutat, totes les reserves i dubtes de Keller es van esfumar de sobte quan es va veure forçada a entrar en acció, ja que havia de salvar a la dona que hores abans li havia donat tota la seva confiança - la doctora Weir.
Així, el seu primer pacient va ser la mateixa Weir, a qui es va veure obligada a realitzar un procediment radical per estabilitzar-la i, amb l'ajuda de Rodney McKay, el científic investigador principal de l'Atlàntida, finalment va salvar-li vida amb la tecnologia nanite Replicator.
Mentre continuava guanyant experiència i confiança, Keller va ser la responsable de trobar una cura a la malaltia terminal que patia el clon de Carson Beckett. També va continuar el treball pioner original de Beckett en la genètica de Wraith però quan es va implementar el tractament va tenir resultats desastrosos, cosa que va demostrar que encara calia fer molta més feina.
Jennifer va mantenir una relació romàntica amb Rodney McKay.
Va aparèixer per primera vegada a l'episodi First Strike, número 320, emès per primera vegada al juny de 2007.